# Bo Bice
Harold Elwin Bice, Jr. (nascido em 1 de novembro de 1975, mais conhecida pelo nome artístico Bo Bice) é um músico norte-americano que ficou em segundo lugar na 4ª temporada de American Idol, perdendo para Carrie Underwood. Lançou alguns álbuns e singles de sucesso após a competição, e fez uma participação especial na faixa "Brown Skin Girl", no álbum All That I Am de Santana.

## Discografia

### Álbuns
| Ano                                                                      | Álbum                                                                     | EUA | Indie dos EUA | Certificações da RIAA |
| ------------------------------------------------------------------------ | ------------------------------------------------------------------------- | --- | ------------- | --------------------- |
| 2005                                                                     | The Real Thing - Lançado: 13 de dezembro de 2005 - Gravadora: RCA Records | 4   | —             | Ouro                  |
| 2007                                                                     | See the Light - Lançado: 23 de outubro de 2007 - Gravadora: StratArt      | 150 | 31            | —                     |
| "—" indica álbuns que não chegaram às paradas ou não foram certificados. |                                                                           |     |               |                       |

### Singles
| Ano                                                            | Single               | Máximas posições nas paradas | Máximas posições nas paradas | Máximas posições nas paradas | Máximas posições nas paradas | Máximas posições nas paradas | Álbum                           |
| Ano                                                            | Single               | EUA                          | Pop                          | AC dos EUA                   | Adult dos EUA                | Mainstream dos EUA           | Álbum                           |
| -------------------------------------------------------------- | -------------------- | ---------------------------- | ---------------------------- | ---------------------------- | ---------------------------- | ---------------------------- | ------------------------------- |
| 2005                                                           | "I Don't Want to Be" | —                            | 85                           | —                            | —                            | —                            | The Showstoppers                |
| 2005                                                           | "Inside Your Heaven" | 2                            | 1                            | —                            | —                            | —                            | Inside Your Heaven              |
| 2005                                                           | "Vehicle"            | —                            | 82                           | —                            | —                            | —                            | Inside Your Heaven              |
| 2006                                                           | "The Real Thing"     | 56                           | 33                           | 17                           | 11                           | 17                           | The Real Thing                  |
| 2006                                                           | "U Make Me Better"   | —                            | —                            | —                            | —                            | —                            | The Real Thing                  |
| 2007                                                           | "Blades of Glory"    | —                            | —                            | —                            | —                            | —                            | Blades of Glory (trilha sonora) |
| 2007                                                           | "Witness"            | —                            | —                            | —                            | —                            | —                            | See the Light                   |
| "—" indica que o single não chegou à parada ou não foi lançado |                      |                              |                              |                              |                              |                              |                                 |